# Сельское поселение «Посёлок Молодёжный» (Хабаровский край)
Се́льское поселе́ние «Посёлок Молодёжный» — муниципальное образование в Комсомольском районе Хабаровского края Российской Федерации.
Административный центр — посёлок Молодёжный.

## История
Статус и границы сельского поселения установлены Законом Хабаровского края от 28 июля 2004 года № 208 «О наделении посёлковых, сельских муниципальных образований статусом городского, сельского поселения и об установлении их границ».

## Население
| 2010  | 2011  | 2012  | 2013  | 2014  | 2015  | 2016  |
| ----- | ----- | ----- | ----- | ----- | ----- | ----- |
| 1422  | ↗1433 | ↘1418 | ↘1411 | ↘1379 | ↘1310 | ↘1284 |
| 2017  | 2018  | 2019  | 2020  | 2021  |       |       |
| ↘1263 | ↘1250 | ↗1252 | ↘1244 | ↗1297 |       |       |

## Состав сельского поселения
| № | Населённый пункт | Тип населённого пункта          | Население |
| - | ---------------- | ------------------------------- | --------- |
| 1 | Молодёжный       | посёлок, административный центр | ↗1297     |